# Aymeric Ier de Fezensac
Aymeric Ier de Fezensac, est un comte de Fezensac du début du XIe siècle. Il est mort avant 1032.

## Biographie
Il succède à son père Bernard-Odon Mancius-Tineas un peu avant 1020.
Il s'empara du village et de l'église de Vic qui appartenait à l'archidiocèse d'Auch et l'archevêque Garcie Ier l'excommunia, l'obligeant à faire amende honorable,. Toutefois, Garcie Ier ayant été archevêque de 982 à 987, quand le comté de Fezensac passait du grand-père au père d'Aymeric il faut supposer que ce litige eut lieu soit dans la jeunesse d'Aymeric, ce qui est possible car Aymeric est témoin en 983 de la charte dans laquelle Guillaume, comte d'Astarac réunit les abbayes de Pessan et de Simorre. Une autre possibilité est que le litige ait eu lieu soit l'épiscopat d'un autre archevêque, son homonyme Garcie II de La Barthe (1025-1036) par exemple.
En 1022, il est témoin de l'acte de fondation de l'abbaye de Saint-Pé de Génerès
D'une épouse dont l'histoire n'a pas transmis le nom, il laisse deux fils :
- Guillaume Astanove Ier, qui lui succède comme comte de Fezensac ;
- Raymond, baron de Montesquiou. Il est considéré comme la souche de la famille de Montesquiou[4].